# Рид, Майлз
Майлз Энтони Рид (иногда Майлс; англ. Miles Anthony Reid; род. 30 января 1948, Ходдесдон, Хартфордшир) — британский математик, алгебраический геометр, автор книги «Алгебраическая геометрия для всех».

## Биография
В 1969—1972 годах учился в Кембриджском университете и Институте высших научных исследований, Париж.
Защитил диссертацию по теме «Полное пересечение двух или более квадрик» (англ. The Complete Intersection of Two or More Quadratics) под руководством Пьера Делиня и Питера Свиннертон-Дайера.
В 1973—1978 годах — научный сотрудник (research fellow) в Колледже Христа, Кембриджский университет.
С 1978 года работает в Уорикском университете, в том числе как ридер (reader) с 1989 года и как профессор — с 1992 года.

## Научная деятельность
В начале своей научной деятельности занимался поверхностями общего типа, в особенности нулевого рода. Совместно с Сигэфуми Мори развил программу минимальных моделей для трёхмерных многообразий и классификацию многообразий старших размерностей. Занимался изучением связей между геометрией алгебраических многообразий и теорией коммутативных колец, имеющими следствия в теории представлений и теоретической физике.

## Признание
- Член (англ. fellow) Лондонского королевского общества (2002)[5].
- Приглашённый докладчик на Международном конгрессе математиков (секционный доклад; 2002)[6].
- Премия Бервика[англ.] (англ. Senior Berwick Prize; 2006) за статью «Трёхмерные гиперповерхности Фано» (англ. Fano 3-fold hypersurfaces), написанную совместно с Алессио Корти[англ.] и Александром Пухликовым[вд][7].
- Премия Пойа[англ.] (2014) за исследование канонических особенностей[англ.], соответствия Маккея[англ.], структуры колец Горенштейна[англ.] и явное описание трёхмерных флипов[англ.][8].
- Медаль Сильвестра Лондонского королевского общества (2023)